# ACSI
ACSI (Auto Camper Service International) is een organisatie die toeristische informatieservice biedt voor bezoekers van campings in Europa. Het bedrijf is gevestigd in Andelst (Gelderland) en telt in Nederland circa 200 medewerkers. De leiding van het bedrijf is in handen van Ramon van Reine, zoon van de in 1996 overleden oprichter.

## Geschiedenis
Het bedrijf werd opgericht in 1965 door de Nederlander Ed van Reine, van beroep geschiedenisleraar. Hij trof in 1965 op een Spaanse camping het bordje 'vol' aan. Samen met enkele collega's uit het onderwijs filosofeerde hij over het idee om in Nederland een reserveringssysteem op te zetten voor populaire campings. Hij maakte, samen met twee mede-onderwijzers, een informatiemap met stencils die informatie bevatten van 55 campings en verkocht deze voor 1 gulden (€ 0,45). De eerste gedrukte uitgave was de derde versie met 250 campings. Het werd onmogelijk deze campings met een paar man te bezoeken, de eerste inspecteurs werden geworven. Tevens bood hij campings de gelegenheid om tegen betaling extra tekst en foto’s te plaatsen in de gids. Vanaf toen ontstond het medium campinggids, waaraan uiteindelijk ruim 50 leerkrachten hun medewerking verleenden 

Verdere groei van de activiteiten leidde ook tot het besluit om in 1982 zelfstandig uitgever te worden van de campinggids (voorheen was dat Uitgeverij Interdijk). In 1983 kwam de telefonische informatieservice van de ACSI-inspecteurs van de grond. Ook startte het bedrijf een samenwerking met het Deens Verkeersbureau en met het plaatsen van advertenties in haar gidsen voor Deense vakantiehuizen, veelal in bezit van particuliere eigenaren. In 1986 werden de wintersportcampings toegevoegd en in 1988 de naturisten- en gehandicaptencampings. Ook het aantal vrijwillige inspecteurs werd uitgebreid naar ruim honderdvijftig.

In deze periode werd het bedrijf vooral bekend door het organiseren van caravan rally’s. 

Om nog meer kennis en informatie te verkrijgen werd  samenwerking gezocht met de Belgische organisatie Vakantiegenoegens dat een groot netwerk bezat van ervaren Belgische caravanners.

Vanaf 1999 richtte het bedrijf zich meer op uitbreiding van de producten die bestemd waren voor de Europese markt. Zo richtte men in 2002 een reserveringsplatform op,  Suncamp holidays genaamd, voor boekingen op familiecampings in 12 verschillende landen. In 2006 werd het bedrijf exclusive supplier van NAVTEQ navigation technologies en bedroeg het aantal ACSI inspecteurs ruim driehonderd die cicra 8.500 campings in 25 Europese landen bezochten.

## Informatieproducten
- Campinggidsen voor diverse regio's en in meerdere talen uitgegeven.
- Een online-platform onder de naam Eurocampings , met GPS-gelokaliseerde campings)
- ACSI app (vanaf 2014)
- Camping carnet "ACSI Club ID"
- CampingCard ACSI (vanaf 2004)
- Freelife magazine (vanaf 2012)

## Media activiteiten
Sinds 2017 organiseert het bedrijf de kampeerreis voor het tv-programma   We zijn er bijna! dat jaarlijks in de zomer wordt uitgezonden door Omroep MAX.